# 图雷耶
图雷耶（法語：Tourreilles，法語發音：[tuʁɛj] ⓘ）是法国奥德省的一个市镇，属于利穆区。

## 地理
图雷耶（43°1'20"N, 2°10'14"E）面积6.29 平方千米，位于法国奧克西塔尼大區奥德省，该省份为法国南部沿海省份，北起塔恩省，西北接上加龙省，西接阿列日省，南至东比利牛斯省，东临地中海，东北与埃罗省接壤。
与图雷耶接壤的市镇（或旧市镇、城区）包括：布列日、卡斯泰尔朗、拉迪涅达蒙、拉迪涅达瓦勒、马格里、罗克塔亚德和科尼亚克。

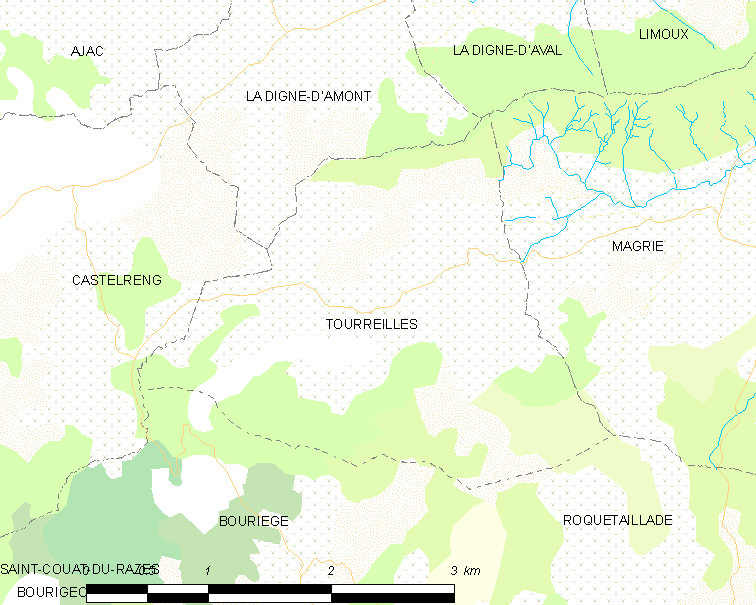
图雷耶的OSM定位图

图雷耶的时区为UTC+01:00、UTC+02:00（夏令时）。

## 行政
图雷耶的邮政编码为11300，INSEE市镇编码为11394。

## 政治
图雷耶所属的省级选区为利穆地区县。

## 人口

1962-2008年间图雷耶人口变化图示

图雷耶于2022年1月1日时的人口数量为132人。